# Hans Wagner (Landrat)
Hans Wagner (* 24. März 1882 in Brotdorf (Stadt Merzig) im Saarland; † 7. März 1952 in Johannisberg) war ein deutscher Landrat im Rheingaukreis.

## Leben
Als 14-Jähriger begann Hans Wagner in seinem Heimatort eine Lehre beim Bürgermeisteramt und wechselte nach der Ausbildung als Sekretär zum Bürgermeisteramt in Erbach (Rheingau). 1904/1905 nach Merzig zurückgekehrt, wechselte er anschließend als Sekretär zum Bürgermeisteramt Winkel (Rheingau). Sechs Jahre später, 1911, wurde er Bürgermeister im benachbarten Johannisberg. Von 1919 an war er Mitglied des Kreisausschusses im Rheingaukreis und dort als Erster Kreisbeigeordneter stellvertretender Landrat. Von der Französischen Besatzungsmacht für die Dauer von 10 Monaten ausgewiesen, erhielt er nach seiner Wiedereinstellung seine Entlassung aus politischen Gründen. Die Nationalsozialisten „säuberten“ im April 1933 den öffentlichen Dienst. Fortan verdiente er seinen Lebensunterhalt als Grundstücksverwalter. Nach dem Zweiten Weltkrieg kam er in seine ehemaligen Ämter zurück und wurde Bürgermeister von Johannisberg sowie stellvertretender Landrat des Rheingaukreises. Vom 1. Juli 1946 bis zum 31. Oktober 1950 leitete er als Landrat dessen Kreisverwaltung.